# Stark Tamás
| Stark Tamás                               | Stark Tamás                               |
| Kattints az alábbi külső linkek egyikére! | Kattints az alábbi külső linkek egyikére! |
| ----------------------------------------- | ----------------------------------------- |
| Nem található szabad kép.(?)              |                                           |
| külső link · jogvédett                    | MTA Történelemtudományi Intézet           |

Stark Tamás (Budapest, 1959. március 2. –) történész, az MTA doktora

## Élete
Szülei Stark Antal és Tóth Ilona. 1978-tól a Marx Károly Közgazdaságtudományi Egyetem nemzetközi kapcsolatok szakán tanult, ahol 1983-ban diplomázott. 1982-ben megnősült, felesége Osvát Anna. Három lányuk van: Júlia (1985), Ágnes (1986), Eszter (1991).1995–96-ban az USA Washingtoni Holocaust Emlékmúzeum Kutatóintézet ösztöndíjasa volt. 
1983 óta az MTA Történettudományi Intézet Intézetének munkatársa, 2000-től ugyanitt tudományos főmunkatárs. 2003 és 2013 között a Terror Háza Múzeum főmunkatársa. 2014-ben a Nazareth College (Rochester, NY) Fulbright ösztöndíjas vendégprofesszora. 2023-ban megszerezte az MTA doktora címet. 
A GULÁG-okban Elpusztultak Emlékének Megörökítésére Alapítvány volt kuratóriumi elnöke. Ez utóbbi titulusáról 2016 szeptemberében mondott le az alapítvány Bayer Zsolt publicista lovagkeresztre való felterjesztésében vállalt szerepe, majd az attól elhatárolódó nyilatkozat kiadásának elmaradása miatt.

## Díjak, elismerések
- 1989 Akadémiai ifjúsági díj

## Fő művei
- Magyarország második világháborús embervesztesége (1989)
- Hadak Útján. A Magyar Királyi honvédség a második világháborúban (1991)
- Hungary´s Human Losses in World War II (1995)
- Zsidóság a vészkorszakban és a vészkorszakban és a felszabadulás után (1995)
- Hungarian Jews During the Holocaust and After the Second World War, 1939–1949. A Statistical Review (2000)
- Hol vannak a katonák? Szemelvények a Don-kanyart megjártak vallomásaiból és korabeli hadijelentésekből; szerk. Tál Gizella, Raffai István, elő- és utószó Szabó Péter, Stark Tamás; Új Horizont, Veszprém, 2005
- Magyar foglyok a Szovjetunióban; Lucidus, Bp., 2006 (Kisebbségkutatás könyvek)
- People on the Move.Forced Population Movements in Europe in the Second World War and its Aftermath. (Társszerzők: Pertti Ahonen, Gustavo Corni,Jerzy Kochanowski, Rainer Schulze, Babara Stelzl-Marx). Berg, NY, 2008
- "...Akkor aszt mondták kicsi robot". A magyar polgári lakosság elhurcolása a Szovjetunióba korabeli dokumentumok tükrében (szerk. és bevezető tanulmány) MTA BTK Történettudományi Intézet, Budapest, 2017
- Hosszú út az első magyarországi deportáláshoz. HUN-REN Bölcsészettudományi Kutatóközpont Történettudományi Intézet, Budapest, 2023
- Stark Tamás: „Legyünk bátrak ellenállni!” – emlékezés félmillió elpusztított magyarra (Válasz Online, 2025)